# Австралия на зимних Олимпийских играх 1964
Австралия принимала участие в зимних Олимпийских играх 1964 года в Инсбруке (Австрия) в шестой раз за свою историю, но не завоевала ни одной медали.

## Состав сборной
Сборная состояла из 5 спортсменов: трое мужчин и две женщины, которые выступили в соревнованиях по горнолыжному спорту. Самой юной участницей сборной была 17-летняя Кристин Смит, самой старшей — 31-летняя Джуди Форрас.
Для 19-летнего Росса Милна эта Олимпиада стала первой и последней: он разбился на тренировке перед скоростным спуском.

## Результаты

### Горнолыжный спорт
Соревнования прошли с 30 января по 8 февраля. Соревнования по скоростному спуску проходили на горе Пачеркофель, по остальным видам — возле деревни Аксамер Лицум. Это была первая олимпиада, на которой время фиксировалось с точностью до сотых долей секунды, а не до десятых.
Соревнования были омрачены гибелью австралийского спортсмена Росса Милна. Милн умер от черепно-мозговой травмы после того, как потерял управление во время тренировочного заезда в Пачеркофеле и врезался в дерево на скорости более 60 миль в час. После этого случая вдоль трассы были установлены дополнительные средства безопасности — сетки и подушки из соломы. Вместо Милна на старт вышел Питер Венцель.
Женщины
| Спортсменка  | Соревнование      | 1 спуск         | 1 спуск         | 2 спуск         | 2 спуск         | Финал           | Финал           | Финал           |
| Спортсменка  | Соревнование      | Время           | Место           | Время           | Место           | Время           | Отставание      | Место           |
| ------------ | ----------------- | --------------- | --------------- | --------------- | --------------- | --------------- | --------------- | --------------- |
| Джуди Форрас | Скоростной спуск  | н/д             | н/д             | н/д             | н/д             | 2:13,83         | +18,44          | 42              |
| Джуди Форрас | Гигантский слалом | н/д             | н/д             | н/д             | н/д             | 2:17,36         | +25,12          | 40              |
| Джуди Форрас | Слалом            | не финишировала | не финишировала | не финишировала | не финишировала | не финишировала | не финишировала | не финишировала |
| Кристин Смит | Скоростной спуск  | н/д             | н/д             | н/д             | н/д             | 2:03,82         | +8,43           | 27              |
| Кристин Смит | Гигантский слалом | н/д             | н/д             | н/д             | н/д             | не финишировала | не финишировала | не финишировала |
| Кристин Смит | Слалом            | 58,09           | 30              | 65,58           | 27              | 2:03,67         | +33,81          | 28              |

Мужчины
| Саймон Браун   | Скоростной спуск  | н/д     | н/д | н/д     | н/д | 2:44,07       | 61            |
| Саймон Браун   | Гигантский слалом | н/д     | н/д | н/д     | н/д | 2:12,61       | 51            |
| Саймон Браун   | Слалом            | 1:06,83 | 58  | 1:05,88 | 44  | не участвовал | не участвовал |
| Питер Венцель  | Скоростной спуск  | н/д     | н/д | н/д     | н/д | 2:55,58       | 68            |
| Питер Венцель  | Гигантский слалом | н/д     | н/д | н/д     | н/д | 2:27,72       | 68            |
| Питер Венцель  | Слалом            | 1:08,68 | 63  | 1:10,25 | 49  | не участвовал | не участвовал |
| Петер Брокхофф | Гигантский слалом | н/д     | н/д | н/д     | н/д | 2:18,68       | 62            |
| Петер Брокхофф | Слалом            | 1:05,32 | 55  | 1:04,58 | 42  | не участвовал | не участвовал |